# Alexis Galanos
Alexis Galanos (en griego: Αλέξης Γαλανός; Limasol, Chipre, 30 de agosto de 1940-Cos, Grecia, 15 de julio de 2019) fue un político chipriota. 

## Biografía
Estudió economía y sociología en el King's College de Londres, así como estudió el derecho en el Inner Temple. 
Fue uno de los fundadores del Partido Democrático. De 1991 a 1996, fue el presidente del Parlamento de Chipre.
- Datos: Q2834514